# Валка
Валка (лет. Valka, рус. Валка, Влех) је један од значајних градова у Летонији. Валка је седиште истоимене општине Валка.

## Природни услови
Валка је смештена у крајње северном делу Летоније, у историјској покрајини Видземија. Граница са Естонијом налази се 2 километра северно, а преко границе је естонски град Валга, са којим град чини двограђе. Од главног града Риге град је удаљен 160 километара североисточно.
Град Валка се сместио у брежуљкастом подручју, на приближно 55 метара надморске висине. Град се образовао на меандрима реке Педели.

## Историја
Први помен Валке везује се за средину 15. века. Град је добио градска права 1609. године.

## Становништво
Валка данас има приближно 6.000 становника и последњих година број становника опада.
Матични Летонци чине већину градског становништва Валке (75%), док остатак чине махом Руси (20%).
- Градска лутеранска црква
- Стамбена изградња
- Позориште на отвореном